# Дикий Восток
«Дикий Восток» — постапокалиптический истерн с элементами боевика, снятый Рашидом Нугмановым в 1993 году.

## Сюжет
Цирковая династия лилипутов «Дети Солнца», обитающая в пустыне, подвергается постоянным нападкам местной банды байкеров, регулярно собирающих с них дань. Однажды у лилипутов не находится денег, чтобы расплатиться за спокойную жизнь, все ушло на зерно для посева, которое отдавать они не хотят - ведь иначе они все умрут голодной смертью. Бандиты упорно требуют дань в короткий срок. После чего убивают попытавшегося возразить им лилипута. «Детям Солнца» надоедает терпеть эти мучения и они решают собрать все оставшиеся деньги, заплатив тому, кто сможет их защитить. Двое из лилипутов отправляются на поиски этого человека и находит Странника, который после уговоров соглашается помочь и собирает весьма экзотическую команду наёмников, в которую входят: коммерсант-содержатель притона Крёстный, вечно пьяный Битник и молодая девушка со старинным автомобилем ЗиС Мерилин. По пути он также подбирает мотоциклиста-трюкача и бродягу-монгола с его птицей. На следующее утро Странник замечает в лесу военного Ивана Тайгу, который тут же исчезает.
Приехав, команда решает немного устроиться на месте. Битник даже ввёл «сухой закон» у лилипутов, приказав всем собрать алкоголь у клуба. Байкеры в очередной раз заглядывают к лилипутам и встречают наёмников. Встречу прерывает Иван Тайга, открыв огонь по байкерам, в итоге двое убиты, а последние вынуждены отступать. Лилипуты снимают Ивана со скалы, связывают и кладут в подвал. Странник решает поехать в убежище к байкерам, где его через некоторое время ловят байкеры и отводят к главарю, Черепу. Череп, увидев Странника в лицо, не признал в нём опасность и принял как гостя, угостив пивом. Странник дарит Черепу АКС74 с подствольным гранатамётом ГП-25 и просит оставить Детей Солнца в покое, а также отдать им артефакт Коготь Ягуара. А за двоих погибших предлагает устроить «бои на ножах», Череп соглашается. Странник приезжает обратно в поселение лилипутов и успокаивает Ивана, который внезапно разбушевался.
На следующий день Странник и команда отправляются в долину смерти, где должен произойти бой на ножах. Хотя далеко не все понимают, зачем они приехали, они ждут несколько часов. Иона говорит, что существует объездная дорога, и Странник понимает, что их обманули. Приехав обратно, они замечают, что поселение оккупировано байкерами. Байкеры, узнав, что военнопленный Иван сбежал, злятся и приказывают наёмникам убраться подальше, забрав их оружие и ЗиС Мерилин. Наёмники идут по пустой дороге, неожиданно их догоняет байкер и отдаёт им мешок с их оружием. В мешке оказывается Коготь Ягуара и фотография, с изображением сердца, пронзённое стрелой. Странник решает вернуться обратно, а вместе с ним и Мерилин, решив вернуть свой лимузин. Чуть позже возвращаются Крёстный с Битником. Придя обратно, наёмники узнают, что лилипутам приказали покинуть это место, иначе всех убьют. Птицу Монгола расчленяют. Наёмники отдают Ионе Коготь Ягуара и уходят наверх. Лилипуты понимают, что в другом месте также будут бандиты, поэтому решают остаться.
Наёмники начинают обучать лилипутов обороняться, ибо байкеры совсем скоро нападут. Странник показывает Ионе тактику Командира, где командира надо атаковать тогда, когда он догоняет противников. Несмотря на то, что тренировка идёт довольно вяло из-за отсутствие опыту у лилипутов сражаться, Странник думает о позитиве. Наёмники замечают двоих байкеров-шпионов, одного из них связывают и приводят в клуб. Странник рисует на его лбу тот же самый рисунок, сердце, пронзённое стрелой, и отпускает (хотя и связанным). От шпиона они узнают, что Череп в отъезде. Пока остальные наёмники решают остаться и укрепить оборону, Битник решает наведаться к ним. Именно в этот момент они уезжают из убежища. Битнику удаётся подорвать убежище, но его убивают...
На следующее утро люди Черепа и Фашиста начинают штурмовать поселение лилипутов. Хоть оборона в первое время проходит успешно, но с появлением Ивана лилипуты прячутся в домах. Байкерам и людям Фашиста удалось прорваться в центр. В ходе битвы погибают Крёстный, Мерилин и Трюкач, Монгол отделался некоторыми переломами. Иван Тайга вызвал на себя группу байкеров, которые начали его избивать. Он выдернул чеку гранаты и подорвал не только себя, ещё и группу людей. Люди Черепа и Фашисты вынужденно отступают. Последний в бешенстве вешает на Черепа долг в виде грузовика, который был подбит лилипутами в штурме. Перед смертью Мерилин просит продать её лимузин, если они его получат, и купить на вырученные деньги зерно и трактор. А Крёстный успевает закурить через дуло пистолета.
Странник приезжает в разгромленное убежище, среди беспорядка он поочерёдно замечает мишени, подготовленные людьми Черепа. На них Странник тратит все патроны. Появляется Череп, который хвалит меткость Странника и предлагает сыграть в игру: он заряжает в Маузер один патрон, бросает на пол, маскируется под смерть с косой и встаёт в позу с такими же «смертями» манекенами. Череп издаёт гул, чтобы Странник точно угадал. Тот, скурив пару сигарет разом, берёт пистолет и пытается угадать, где Череп. Внезапно появляется Иона, напомнивший ему про тактику Командира. Странник бросает пистолет и бежит прочь, Череп бежит с косой за ним. Иона кидает в руки Страннику Коготь Ягуара, а тот метнул Коготь Ягуара в Черепа, попав в горло. Люди Черепа, увидев мёртвого Черепа, отдают Страннику лимузин ЗиС, взамен те забирают Коготь Ягуара.
Настала зима. Лилипуты выполнили последнее обещание Мерилин: они купили зерно и трактор. Странник, решив, что сделал своё дело, решает уйти. По другую сторону уходит монгол, а в своё поселение уходит Иона.

## Создание
Идею фильма Рашиду Нугманову предложил Виктор Цой. Первоначальное название фильма было «Дети Солнца». За основу сценария, написанного за месяц, были взяты фильмы «Семь самураев» и «Великолепная семёрка». В главных ролях должны были сняться Виктор Цой и остальные музыканты группы «Кино».
21 августа 1990 года должна была состояться встреча Виктора Цоя с Рашидом Нугмановым на Мосфильме в студии Сергея Соловьёва «Круг», на которой предполагалось обсудить все детали предстоящих съёмок. Но, так как 15 августа Виктор Цой погиб в автокатастрофе, работа над фильмом была прекращена.
Летом 1991 года брат Рашида Нугманова — оператор и продюсер Мурат Нугманов совместно с инвесторами убедили его возобновить производство фильма. 1 сентября 1991 года были начаты съёмки. Название «Дети Солнца» было решено изменить на «Дикий Восток». Стилистика фильма с иронического триллера была изменена на глумливый вестерн, а место действий перенесено с улиц и окраин Ленинграда на южный берег Иссык-Куля. В ролях задействовали музыкантов питерской группы «Объект насмешек» и труппу лилипутов.
Съёмки проходили осенью и зимой в Киргизии и весной в Алма-Ате. В декабре 1992 года производство фильма было завершено, однако полностью он так и не был закончен. Премьера состоялась 6 марта 1993 года. Фильм существует в черновом монтаже и монофонической перезаписи — в таком виде он и прошёл по фестивалям. В российском прокате фильм не выходил.
Мы закончили "Дикий Восток" в 1993 году. К тому времени прокат был совершенно развален. Ничего общего с ситуацией 1989 года уже не было. В кинотеатрах или торговали ширпотребом, или работали второсортные рестораны. В тех немногих, где ещё показывали кино, - шли дешёвые пиратские копии американских фильмов. Российские фильмы тогда было крутить негде. Так что проката "Дикого Востока" просто не было как такового...Рашид Нугманов
Фильм официально не издавался на «VHS» и «DVD». В 90-е годы неоднократно транслировался на телевидении (в том числе на телеканалах НТВ и Пятый канал). В интернет-сети имеются три общедоступные копии фильма, однако все они являются незавершёнными. Одна из них сделана с пиратской «VHS» кассеты выпущенной в Японии после участия фильма в японском фестивале. Копия имеет довольно низкое качество и в ней присутствуют вшитые японские субтитры, а также не хватает нескольких эпизодов. Вторая копия является более полной и имеет более высокое качество, и в ней присутствуют вшитые английские субтитры (subtitles: Eleonora Berezovsky, Mary Anne Slavich. SBS Australia 1996). Третья копия не содержит вшитых субтитров но имеет более низкое качество.
В 2010 году Рашид Нугманов объявил о своих планах завершить фильм и выпустить его на «DVD». По состоянию на 2022 год фильм так и не был выпущен официально.

## В ролях
В первоначальном варианте сценария главные роли должны были исполнить музыканты группы «Кино»:
Виктор Цой — кочегар
Георгий Гурьянов — художник
Юрий Каспарян — бродяга
Игорь Тихомиров — мотогонщик
| Актёр                | Роль                    |
| -------------------- | ----------------------- |
| Константин Фёдоров   | странник                |
| Александр Аксёнов    | битник                  |
| Жанна Исина          | Мерилин                 |
| Геннадий Шатунов     | Иона                    |
| Константин Шамшурин  | Крёстный                |
| Фархад Аманкулов     | Монгол                  |
| Александр Спорыхин   | Иван Тайга              |
| Павел Шпаковский     | старик                  |
| Ярослав Книзель      | Череп                   |
| Николай Крутов       | Трюкач                  |
| Евгений Фёдоров      | певец в клетке          |
| Андрей Кашин         | главный фашист          |
| Аркадий Шамаев       | гестаповец              |
| Юрий Клименко        | Будулай                 |
| Вячеслав Черных      | Череп (финальная сцена) |
| Роберт Пастухов      | Жуковский               |
| Хальгурат Розабакиев | денщик «Черепа»         |
| Людмила Соболева     | Маргарита Львовна       |

| Актёр              | Роль   |
| ------------------ | ------ |
| Татьяна Васильева  | карлик |
| Мамука Кереселидзе | карлик |
| Николай Поляков    | карлик |
| Владимир Неволин   | карлик |
| Михаил Теньков     | карлик |
| Галина Стрельченко | карлик |
| Татьяна Павлова    | карлик |
| Юрий Мелещенко     | бандит |
| Дмитрий Ковшура    | бандит |
| Александр Репин    | бандит |
| Александр Баранов  | бандит |
| Ербол Сатыбалдиев  | бандит |
| Алексей Протопопов | бандит |
| Вячеслав Медынин   | бандит |

| Актёр                | Роль     |
| -------------------- | -------- |
| Олег Ситников        | каскадёр |
| Александр Павловский | каскадёр |
| Улдис Вейспал        | каскадёр |
| Олег Лебедев         | каскадёр |
| Николай Вакуленко    | каскадёр |

## Съёмочная группа
| Финальные титры          | Финальные титры                                                   |
| ------------------------ | ----------------------------------------------------------------- |
| директора                | Эрвин Бреземлер, Анара Кашаганова, Алия Матаева                   |
| режиссёры                | Марат Ибраев, Алия Матаева                                        |
| ассистенты режиссёра     | Айбек Мападзе, Анвар Райбаев, Людмила Дубова, Наталия Титоренко   |
| операторы                | Баян Исаев, Сергей Безпрозванных                                  |
| ассистенты оператора     | Сергей Попов, Сержан Кельдыбаев                                   |
| художники                | Станислав Соловьёв, Константин Шамшурин, Пётр Костелов            |
| костюмы                  | Людмила Трахтенберг                                               |
| костюмеры                | Алла Кошкарёва, Анна Головина                                     |
| гримёр                   | Лидия Ордынская                                                   |
| ассистент звукооператора | Тимур Жумаканов                                                   |
| бригадир осветителей     | Бахтияр Мусаев                                                    |
| пиротехники              | Дмитрий Павленко, Александр Короленко, Алексей Толмачёв           |
| руководитель мотоклуба   | Иван Ярославцев                                                   |
| монтажёр                 | Хадиша Урмурзина                                                  |
| ассистент монтажёра      | Гулиям Кожамбердиева                                              |
| цветоустановка           | Татьяна Масленникова                                              |
| запись музыки            | Сергей Лобанов                                                    |
| музыкальный редактор     | Айкен Куатбаева                                                   |
| песни                    | Евгения Фёдорова                                                  |
| администраторы           | Людмила Соболева, Сергей Алтанцев, Нина Волгина, Жаннат Акимбаева |
| участие в финансировании | ИЧП ФАЛЕТ, ЦЕНТР ЕВРАЗИЯ                                          |
| производство             | Студия Кино 1993 г.                                               |

## Саундтрек
В оригинальный сценарий фильма была включена «Невеселая песня» группы «Кино», — но это было сделано исключительно для читателей. Виктор Цой собирался написать специально для фильма новые песни, но не успел это сделать. По словам Рашида Нугманова в фильм могли войти песни «Кукушка» и «Звезда».
Музыка к фильму была написана группой «Четыре ветра» (они же участники группы «Объект насмешек»: Евгений Фёдоров, Константин Фёдоров, Александр Аксёнов). В дальнейшем участники коллектива образовали группу «Tequilajazzz». Специально для фильма была написана песня «Всем Спать!». Также в создании саундтрека участвовали музыканты группы «Пупсы».

Там не вся музыка наша, часть музыки Рикошета. Там более песенный вариант. Мы писали специально для фильма песню. Там есть эпизод, где дело происходит в бандитском притоне образца фильма «Mad Max» — отдаленное будущее, постиндустриальная картинка. Мы тогда вновь встретились с ребятами, Костей и Дусером, которые играли в последней формации «Объекта» параллельно с «Пупсами» и собрали в итоге группу «Tequilajazzz». Я там снимался: с длинными белыми волосами скачу по сцене в стиле «Bauhaus» из фильма «Голод». Песня была вполне «нирванистая», а название у группы появилось позже, где-то через полгода. Вот и написано в титрах: «песни Федорова». В фильме ещё звучит музыка, которую мы за полгода до этого записывали во Франции с моим франко-российским проектом, который к тому моменту приказал долго жить.— Евгений Фёдоров

## Факты
- Роль Виктора Цоя была предложена Борису Гребенщикову, но после долгих раздумий он отказался.
- Иван Тайга появился в «Детях Солнца» из другого сценария. В идеале, его должен был сыграть Дольф Лундгрен.
- В начальном сценарном варианте фильма прототипом внешности Мерилин являлась Мэрилин Монро.
- В фильме прослеживается сходство с фильмом «Безумный Макс» и имеется отсылка к фильму «Чапаев».
- Сцена с курением гашиша через дуло пистолета была придумана Рашидом Нугмановым во время съёмок.
- Рашид Нугманов снялся в роли Крёстного в маске, говорящего со Странником у барной стойки. Ему пришлось заменить Константина Шамшурина потому что тот не смог присутствовать на съёмках.
- Трюкача в маске Смерти, летящего на мотоцикле над автомобилем, сыграл профессиональный дублёр.
- Начальные титры фильма были сделаны Рашидом Нугмановым.
- Музыкант Ярослав Книзель сыгравший в фильме Черепа, не доиграл свою роль до конца. После съёмок на Иссык-Куле он уехал в Питер, а в Алма-Ате в павильоне его роль закончил профессиональный театральный актёр Вячеслав Черных. Через несколько месяцев после съёмок Книзель покончил жизнь самоубийством у себя дома.
- В первоначальном варианте сценария присутствует описание нескольких мультипликационных вставок. Например с изображением Виктора Цоя в разрезе, затягивающегося сигаретным дымом, который проходя по его лёгким выходит наружу через нос.
- Роль Учителя — мастера боевых искусств, являлась собирательной и предполагалось найти её исполнителя в подготовительном периоде. Однако в конечном итоге она была убрана из нового сценария[9].
- Главные герои ездят на автомобиле ЗИС-кабриолет.

## Фестивали и награды
- 1993

Музыканты Александр Аксёнов и Ярослав Книзель на съёмках фильма «Дикий Восток».

  - 29 мая — участие на фестивале «Кинотавр». Зимний театр в Сочи, 20:30.
  - 30 мая — участие на фестивале «Кинотавр». Зимний театр в Сочи, 16:00.
  - 25 августа — премьера фильма на МКФ в Эдинбурге. Патрон фестиваля Шон Коннери.
  - 4 сентября — премьера фильма на 50-м Венецианском кинофестивале
  - 4 октября — участие на МКФ в Ванкувере
  - 7 октября — участие на МКФ в Ванкувере
  - 14 октября — участие на МКФ в Чикаго
  - 20 октября — участие на 16-м МКФ в Денвере (США)
- 1994
  - Апрель — участие на 18-м МКФ в Гонконге
  - 7 апреля — участие на 5-м МКФ приключенческих фильмов в Валансьене (Франция).
  - 9 апреля — участие на 17-м МКФ в Зельбе (Германия) Суббота, к-р Kino, 18:45
  - 10 апреля — Специальный приз жюри фильму на 5-м МКФ приключенческих фильмов в Валансьене (Франция). Жюри: председатель Ричард Лестер, актёры Мануэль Блан, Паскаль Греггори, Мирием Руссель, и др.
  - 10 апреля — участие на 17-м МКФ в Зельбе (Германия). Воскресенье, к-р Kino, 20:45
  - 13 апреля — участие на 18-м МКФ в Кливленде
  - 30 апреля — участие на МКФ в Миннеаполисе (США)
  - 8 июня — участие на 20-м МКФ в Сиэтле (США)
  - 2 июля — участие на фестивале AFI в Лос-Анджелесе AFI — American Film Institute. Суббота, к-р Laemmle’s Monica Cinemas, 13:40 и 19:00.
  - 26 сентября — участие на Токийском МКФ в Киото (Япония) К-р «Kyoto Roxy», 19:30. После показа Нугманов отвечает на вопросы зрителей. Традиционный Токийский кинофестиваль в этом году проведён в Киото, в честь 1200-й годовщины древней столицы Японии. «Дикий Восток» приобретён для проката в кинотеатрах.
  - 27 сентября — участие на Токийском МКФ в Киото (Япония) К-р «Kyoto Roxy», 10:40.
  - 14 октября — участие на 21-м МКФ в Генте (Бельгия) Пятница, к-р «Studio Skoop 2», 15:00.
  - 15 октября — участие на 21-м МКФ в Генте (Бельгия) Суббота, к-р «Studio Skoop 2», 15:00.
  - 27 октября — участие на Фестивале фильмов Центральной Азии в Токио
  - Ноябрь — участие на 14-м МКФ на Гавайских островах
- 1999
  - 2 июля — участие на 34-м МКФ в Карловых Варах
  - 5 июля — участие на 34-м МКФ в Карловых Варах
- 2000
  - 25 октября — показ в университете Оклахомы (США)
- 2013
  - 4 октября — участие на 18-м МКФ в Пусане (Корея) 19:00 CGV Centum City 3
  - 6 октября — участие на 18-м МКФ в Пусане (Корея) 16:00 Lotte Cinema Centum City 2[10]